# Voetbal op de Olympische Jeugdzomerspelen 2014 – jongens
Voetbal is een van de sporten die beoefend werden tijdens de Olympische Jeugdzomerspelen 2014 in Nanking. De wedstrijden worden gespeeld van 14 tot en met 27 augustus in het Jiangning Sports Center. Er is een jongens- en een meisjestoernooi. Er wordt in beide toernooien gespeeld met zes landen, die verdeeld zijn in twee groepen van drie. De top twee plaatst zich voor de halve finales.

## Deelnemende landen
Elk continent vaardigt een team af. Het thuisland China heeft gekozen deel te nemen in het meidentoernooi en niet bij de heren.
| Afrika (CAF)             | Kaapverdië |
| Azië (AFC)               | Zuid-Korea |
| Europa (UEFA)            | IJsland    |
| Noord-Amerika (CONCACAF) | Honduras   |
| Oceanië (OFC)            | Vanuatu    |
| Zuid-Amerika (CONMEBOL)  | Peru       |

## Toernooi

### Groepsfase

#### Groep A
| Team     | Wed. | W | G | V | DV | DT | DS | Ptn. |
| -------- | ---- | - | - | - | -- | -- | -- | ---- |
| Peru     | 2    | 2 | 0 | 0 | 5  | 2  | +3 | 6    |
| IJsland  | 2    | 1 | 0 | 1 | 6  | 2  | +4 | 3    |
| Honduras | 2    | 0 | 0 | 2 | 1  | 8  | -7 | 0    |

|                        |          |                                                                                           |         |                                                            |
| 15 augustus 2014 18:00 | Honduras | 0 - 5                                                                                     | IJsland | Jiangning Sports Center Scheidsrechter: Abdelkader Zitouni |
| 15 augustus 2014 18:00 |          | 15' Kolbeinn Birgir Finnsson 40+1' Aron Kari Adalsteinsson 41', 59', 73' Helgi Gudjonsson |         | Jiangning Sports Center Scheidsrechter: Abdelkader Zitouni |

|                        |                      |       |                                                         |                                                 |
| 18 augustus 2014 18:00 | IJsland              | 1 - 2 | Peru                                                    | Jiangning Sports Center Scheidsrechter: Ming Fu |
| 18 augustus 2014 18:00 | Torfi Gunnarsson 42' |       | 4' (eigen goal) Kristofer Kristinsson 26' Gerald Tavara | Jiangning Sports Center Scheidsrechter: Ming Fu |

|                        |                                                                               |       |                   |                                                 |
| 21 augustus 2014 18:00 | Peru                                                                          | 3 - 1 | Honduras          | Jiangning Sports Center Scheidsrechter: Ming Fu |
| 21 augustus 2014 18:00 | Franklin Gill 34' (pen.) Christopher Olivares 37' (pen.) Quilian Meléndez 74' |       | 77' Alex Laureano | Jiangning Sports Center Scheidsrechter: Ming Fu |

#### Groep B
| Team       | Wed. | W | G | V | DV | DT | DS  | Ptn. |
| ---------- | ---- | - | - | - | -- | -- | --- | ---- |
| Zuid-Korea | 2    | 2 | 0 | 0 | 14 | 0  | +14 | 6    |
| Kaapverdië | 2    | 1 | 0 | 1 | 7  | 6  | +1  | 3    |
| Vanuatu    | 2    | 0 | 0 | 2 | 1  | 16 | -15 | 0    |

|                        |            |                                                                                 |            |                                                          |
| 15 augustus 2014 20:45 | Kaapverdië | 0 - 5                                                                           | Zuid-Korea | Jiangning Sports Center Scheidsrechter: Daniel Fedorczuk |
| 15 augustus 2014 20:45 |            | Gyuhyeong Kim 4' Wooyeong Jeong 23' Hwimin Joo 36' (goal), 69' Seongjun Kim 59' |            | Jiangning Sports Center Scheidsrechter: Daniel Fedorczuk |

|                        | |       |         |                                                         |
| 18 augustus 2014 20:45 | Zuid-Korea | 9 - 0 | Vanuatu | Jiangning Sports Center Scheidsrechter: Ricardo Montero |
| 18 augustus 2014 20:45 | Wooyeong Jeong 10' Ghuhyeong Kim 14' (26), 31' (59) Benson Mika Rarua 53' (eigen goal) Jiyong Lee 62' (68), 80+1' |       |         | Jiangning Sports Center Scheidsrechter: Ricardo Montero |

|                        |                  |       |            | |
| 21 augustus 2014 20:45 | Vanuatu          | 1 - 7 | Kaapverdië | Jiangning Sports Center Scheidsrechter: Kenny Nascimento Gomes 6' (pen.), 72' Andradino Moniz Garcia 18', 19', 58' Ricardo da Luz Fortes 67' Kelvin Delgado Medina |
| 21 augustus 2014 20:45 | Jules Borora 11' |       |            | Jiangning Sports Center Scheidsrechter: Kenny Nascimento Gomes 6' (pen.), 72' Andradino Moniz Garcia 18', 19', 58' Ricardo da Luz Fortes 67' Kelvin Delgado Medina |

### Knockout fase

#### Halve finale
|                        |                                                                             |       |                           |                                                         |
| 24 augustus 2014 18:00 | Peru                                                                        | 3 - 1 | Kaapverdië                | Jiangning Sports Center Scheidsrechter: Ricardo Montero |
| 24 augustus 2014 18:00 | Franklin Gill 49' (pen.) Fabio Ramos de Brito 57' (og) Fernando Pacheco 63' |       | 2' Andradino Moniz Garcia | Jiangning Sports Center Scheidsrechter: Ricardo Montero |

|                        |                                  |       |                                                                       |                                                          |
| 24 augustus 2014 20:45 | Zuid-Korea                       | 1 - 1 | IJsland                                                               | Jiangning Sports Center Scheidsrechter: Daniel Fedorczuk |
| 24 augustus 2014 20:45 | Joo Hwimin 63'                   |       | 60' Helgi Gudjonsson                                                  | Jiangning Sports Center Scheidsrechter: Daniel Fedorczuk |
| 24 augustus 2014 20:45 | Strafschoppen                    |       |                                                                       | Jiangning Sports Center Scheidsrechter: Daniel Fedorczuk |
| 24 augustus 2014 20:45 | Lee Sangsu Joo Hwimin Kim Mingyu | 3 - 1 | Kolbeinn Finnsson Alex Þór Hauksson Helgi Gudjonsson Torfi Gunnarsson | Jiangning Sports Center Scheidsrechter: Daniel Fedorczuk |

#### Wedstrijd om vijfde plaats
|                        |                                                                |       |         |                                                            |
| 25 augustus 2014 20:45 | Honduras                                                       | 5 - 0 | Vanuatu | Jiangning Sports Center Scheidsrechter: Abdelkader Zitouni |
| 25 augustus 2014 20:45 | Darwin Diego 2' Alex Laureano 15' Mikel Santos 21', 40+1', 64' |       |         | Jiangning Sports Center Scheidsrechter: Abdelkader Zitouni |

#### Troostfinale
|                        |            | |         |                                                 |
| 27 augustus 2014 20:45 | Kaapverdië | 0 - 4                                                                                                | IJsland | Jiangning Sports Center Scheidsrechter: Fu Ming |
| 27 augustus 2014 20:45 |            | 14' (pen.) Kolbeinn Finnsson 40' Torfi Gunnarsson 42' (og) Fabio Ramos de Brito 61' Helgi Gudjonsson |         | Jiangning Sports Center Scheidsrechter: Fu Ming |

#### Finale
|                        |                                       |       |                     |                                                      |
| 27 augustus 2014 20:45 | Peru                                  | 2 - 1 | Zuid-Korea          | Jiangning Sports Center Scheidsrechter: Sascha Amhof |
| 27 augustus 2014 20:45 | Franklin Gil 41' Fernando Pacheco 55' |       | 16' Jeong Woo-yeong | Jiangning Sports Center Scheidsrechter: Sascha Amhof |

## Eindstand
| Pos.   | Team       |
| ------ | ---------- |
| Goud   | Peru       |
| Zilver | Zuid-Korea |
| Brons  | IJsland    |
| 4      | Kaapverdië |
| 5      | Honduras   |
| 6      | Vaunatu    |

Atletiek · Badminton · Basketbal · Beachvolleybal · Boksen · Boogschieten · Gewichtheffen · Golf · Gymnastiek · Handbal · Hockey · Judo · Kanovaren · Moderne vijfkamp · Paardensport · Roeien · Rugby Sevens · Schermen · Schietsport · Schoonspringen · Taekwondo · Tafeltennis · Tennis · Triatlon · Voetbal · Wielersport · Worstelen · Zeilen · Zwemmen